# دانشگاه پسیفیک
دانشگاه پسیفیک یک دانشگاه خصوصی در استوکتون، کالیفرنیا است. این دانشگاه یکی از قدیمی‌ترین دانشگاه‌های کالیفرنیا و اولین پردیس آموزشی مستقل در کالیفرنیا است، همچنین اولین مدرسه عالی موسیقی و اولین مدرسه پزشکی در ساحل غربی آمریکا می‌باشد. این دانشگاه در سال ۱۸۵۱ در سانتا کلارا تحت نام کالج Wesleyan تأسیس شد. این کالج در سال ۱۸۷۱ به شهر سن خوزه منتقل شد و سرانجام در سال ۱۹۲۳ به شهر استوکتون نقل مکان کرد. دانشگاه پسیفیک دارای اعتبارنامه از انجمن صنفی مدارس و کالج‌های ایالات غربی (WASC) آمریکا می‌باشد.

## پردیس

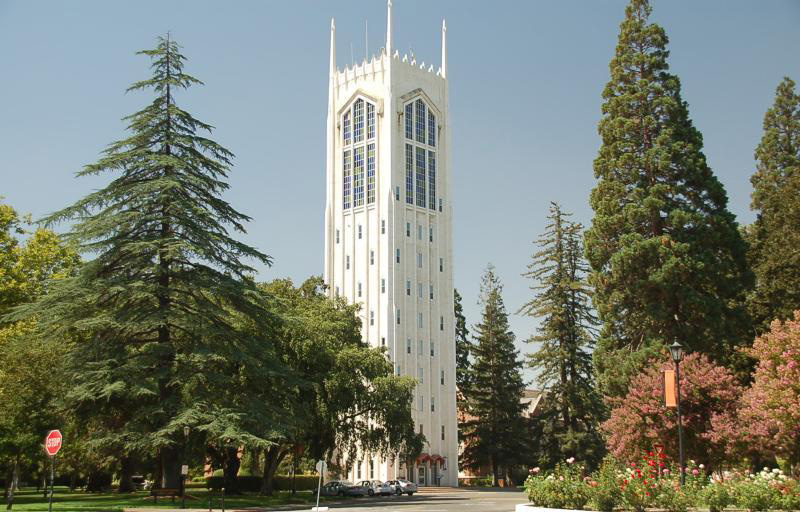
دانشگاه پسیفیک

### پردیس استوکتون (Stockton Campus)
پردیس استوکتون یکی از زیباترین پردیس‌های آمریکاست که برج Burns در آن خود نمایی می‌کند همچنین دارای باغ‌های گل رز، ساختمان‌های آجری زیبا و تعداد زیادی درخت که در فیلم‌های هالیوودی بخاطر زیبایی این پردیس از آن استفاده شده‌است. این پردیس شامل ۳ خوابگاه برای اقامت دانشجویان می‌باشد. در سال ۲۰۰۸دانشگاه پسیفیک یک مرکز دانشگاه جدید را با هزینه ای ۳۸ میلیون دلاری تأسیس کرد. این دانشگاه همچنین در سال ۲۰۰۸ مرکز علوم زیستی جدید به ارزش ۲۰ میلیون دلار را تأسیس کرد که شامل کلاس‌های آموزشی و آزمایشگاهی برای دانشجویان علوم طبیعی و علوم بهداشتی می‌باشد. در سال ۲۰۱۸، دانشگاه یک آپارتمان برای اقامت دانشجویان به نام کالاوراس (Calaveras) تأسیس کرد. این تسهیلات در نظر گرفته شده بود تا خوابگاه‌های دانشجویان مدرن شود و فضاهای مسکونی بیشتری را برای دانش آموزان سال دوم و بالاتر فراهم کند.

### پردیس ساکرامنتو (Sacramento Campus)
پردیس ساکرامنتو برای دوره‌های تحصیلات تکمیلی و برنامه‌های حرفه تدارک دیده شده‌است که در محله Oak Park در جنوب مرکز شهر واقع شده‌است. این پردیس شامل ۲۴ ساختمان، از جمله امکانات دانشگاهی، چهارخانه مسکونی برای اقامت دانشجویان و یک مرکز تناسب اندام و استخر است.

### پردیس سانفرانسیسکو (San Francisco Campus)
پردیس سان فرانسیسکو در محله ساوت آو مارکت سان فرانسیسکو قرار دارد که شامل کلاس‌های درس، دفاتر اداری، یک آزمایشگاه شبیه‌سازی و کلینیک‌هایی است که از طریق دانشکده دندانپزشکی Dugoni خدمات دندانپزشکی را به مردم ارائه می‌دهد. پردیس سان فرانسیسکو همچنین شامل برنامه‌های تحصیلات تکمیلی در تجزیه و تحلیل، شنود سنجی، مطالعات غذایی، و موسیقی درمانی است.

## رتبه‌بندی
در رتبه‌بندی QS در سال ۲۰۱۹ دانشگاه پسیفیک کالیفرنیا در رتبه ۱۰۰۰–۸۰۱ دانشگاه‌های برتر دنیا قرار گرفته‌است.